# (1347) Patria
(1347) Patria es un asteroide perteneciente al cinturón de asteroides descubierto el 6 de noviembre de 1931 por Grigori Nikoláievich Neúimin desde el observatorio de Simeiz en Crimea.
Está nombrado por Patria, palabra latina para el país natal.